# Sígři ve výslužbě
Sígři ve výslužbě jsou zábavný pořad se skrytou kamerou, v němž vystupuje parta důchodců, kteří vymýšlejí různé vtipy na obyčejné lidi. Pořad je variací na belgický formát Benidorm Bastarde, který dokonce získal i cenu na festivalu v Luzernu – Zlatou růži za nejlepší formát a zvítězil v kategorii Komedie. O rok později vyhrál hlavní cenu v kategorii Komedie i na Mezinárodním festivalu EMMY 2011. Českou verzi moderuje známá česká herečka Eva Holubová a scenáristou pořadu je Michael Wondreys.
Premiéra první řady probíhala od 27. června do 15. srpna 2013. V červnu 2015 bylo oznámeno, že Nova uvede další díly.
Americká verze Sígři ve výslužbě: Made in USA se začala vysílat na Smíchově 22. listopadu 2013 každý pátek.

## O pořadu
Zábavný pořad, kterému velí parta důchodců, kteří se snaží vymyslet co nejvtipnější situaci, na kterou se později snaží napálit obyčejné lidi ve městě. Celkem bylo natočeno 640 scének. Vystřídalo se přes 600 kostýmů či rekvizit. Celému týmu pořadu se podařilo nachytat přibližně 3 800 osob. Jako hudební podklad sloužilo až 1 000 hudebních hitů.

## Účinkující
Moderátorkou pořadu je česká herečka Eva Holubová, která se jinak v pořadu nazývá jako sígr v záloze. Partu sígrů ve výslužbě tvoří Jarmila, Karel, Marie, Josef, Božena, Jaroslav, Antonín, Libuše, Marcela, Jan a Vlastimil.

## Epizody
| Pořadí | Název     | Premiéra          | Sledovanost (v milionech) |
| ------ | --------- | ----------------- | ------------------------- |
| 1      | Epizoda 1 | 27. června 2013   | 1,249                     |
| 2      | Epizoda 2 | 4. července 2013  | 0,837                     |
| 3      | Epizoda 3 | 11. července 2013 | 0,928                     |
| 4      | Epizoda 4 | 18. července 2013 | 0,843                     |
| 5      | Epizoda 5 | 25. července 2013 | 0,794                     |
| 6      | Epizoda 6 | 1. srpna 2013     | 0,839                     |
| 7      | Epizoda 7 | 7. srpna 2013     | 0,755                     |
| 8      | Epizoda 8 | 15. srpna 2013    | 0,854                     |